# Aeroportul Hluhluwe
Aeroportul Hluhluwe (IATA: HLW, ICAO: FAHL) este un aeroport din Hluhluwe, The Big Five False Bay Local Municipality⁠(d), Umkhanyakude District Municipality⁠(d), Provincia KwaZulu-Natal, Africa de Sud.
Situat la o altitudine de 76 m, aeroportul dispune de o singură pistă.